# Гольцов, Владимир Гаврилович
Гольцов Владимир Гаврилович (род. 9 июня 1950, Грахово, Граховский район, Удмуртская АССР) — советский и российский автогонщик. Заслуженный Мастер Спорта РФ, 11-кратный чемпион СССР по ралли, 7-кратный чемпион СССР по зимним трековым гонкам. 5-кратный Чемпион России по кроссу. Победитель Всесоюзные соревнования на приз журнала „За рулём“», призер ралли-рейда "Дакар" победитель ралли-марафона "Париж-Дакар" в классе 6х6, Победитель ралли "Ельч", Призер ралли - марафона "Обжектиф Сюд", Призер супер марафона "Париж - Москва - Пекин", Обладатель "Кубка Мира". Кавалер Ордена Трудовой Славы I и II степени

## Спортивная карьера
| 1968 — 1970 гг | ПВО |
| 1974 — 1987 гг | Профессиональная Гоночная команда ИЖМАШ, Пилот |
| 1974 — 1979 гг | 5-кратный Чемпион СССР |
| 1976 — 1991 гг | Член Сборной СССР по авторалли |
| 1975 — 1978 гг | Механический Техникум, специальность автомеханик |
| 1974 — 1987 гг | 11-кратный Чемпион СССР |
| 1978 — 1983 гг | Государственный Центральный Ордена Ленина Институт Физической Культуры (ГЦОЛИФК) Специализация — Автоспорт, тренер — преподаватель                                                                      |
| 1979 г         | Лучший Спортсмен Года СССР: ралли: Чемпион России, Чемпион СССР; трек: Чемпион России, Чемпион СССР Победитель Гонки Звезд «За Рулем» Победитель Ралли «Русская Зима» Победитель Кубок Дружбы Соц Стран |
| 1988 — 1992 гг | Ведущий Пилот Команды «КАМАЗ» |
| 1988 г         | Победитель Ралли «Ельч» |
| 1989 г         | Призёр Ралли Марафона «Objective Sud» Париж — Фритаун |
| 1990 г         | Призёр Ралли Марафона «Париж — Дакар» |
| 1991 г         | Кубок мира по ралли-рейдам (грузовики)[уточнить] 2 место — ралли «Париж — Триполи — Дакар» (грузовики)                                                                                                  |
| 1992 г         | Призёр Ралли Марафона «Париж — Кейптаун» |
| 1993 г         | Участник автопробега «Ижевск — Кейптаун» |
| 1995 — 2000 гг | Спортивный Фонд «АвтоСтар», должность: директор |
| с 2000         | Школа Гонщика «Goltsova Racing», тренер — преподаватель. |

## Результаты выступлений наРалли Дакар[9]
| Год     | #   | Категория | Роль  | Экипаж                          | Команда     | Автомобиль | Финиш | Время (отставание от победителя) |
| ------- | --- | --------- | ----- | ------------------------------- | ----------- | ---------- | ----- | -------------------------------- |
| 1990 en | 507 | грузовики | пилот | Фирдаус Кабиров Николай Страхов | KAMAZ RALLY | Kamaz      | Сход  | н/д                              |
| 1991 en | 509 | грузовики | пилот | Фирдаус Кабиров Николай Страхов | KAMAZ RALLY | Kamaz      | 2     | н/д                              |
| 1992 en | 505 | грузовики | пилот | Фирдаус Кабиров Николай Страхов | KAMAZ RALLY | Kamaz      | 10    | н/д                              |